# Voyage Scientifique dans l'Altai Oriental
Voyage Scientifique dans l'Altai Oriental (abreviado Voy. Altai Orient.) es un libro con ilustraciones y descripciones botánicas que fue escrito por el naturalista, botánico, geógrafo, y geólogo ruso; Petr Aleksandrovich Tchichatscheff y publicado en el año 1845 con el nombre de Voyage Scientifique dans l'Altai Oriental et les Parties Adjacentes de la Frontiere de Chine...
En el año 1842 se hizo cargo de una gran expedición a los montes del macizo de Altái. Llegó a las fuentes de los ríos Abakan, Chu y Chulyshman. Viajando a través de Altái meridional, Chijachov alcanzó territorios hasta entonces sin descubrir. Investigó también las montes Sayanes, sobre los que se contaban las historias más fantásticas, no sólo en Europa Occidental, sino también en Rusia. En el Norte de Altái se encontró con los yacimientos de carbón más ricos del mundo, una región que llamó cuenca Kuznetsk. También estudió la cultura, la vida y las costumbres de las diversas tribus nómadas y asentadas en esta región.
En 1845, publicó un voluminoso trabajo sobre Altái, titulado Voyage scientifique dans l'Altai Oriental et les parties adjacentes de la frontière de Chine y presentó un informe sobre sus exploraciones de Siberia y los resultados del estudio del material recogido.